# Provincia Chiloé
Chiloé (Provincia de Chiloé) este o provincie din regiunea Los Lagos, Chile, cu o populație de 161.654 locuitori (2012) și o suprafață de 7165,5 km2.